# Jacqueline Kennedy Onassis
Jacqueline Bouvier Kennedy Onassis (Southampton, New York, 28. srpnja 1929. – New York, 19. svibnja 1994.), američka prva dama, potomkinja bogate američke obitelji francuskog podrijetla. U mladosti je bila novinarka i urednica Washington Times Heralda.
Poznata je kao supruga 35. američkog predsjednika Johna F. Kennedyja i prva dama Sjedinjenih Američkih Država od 20. siječnja 1961. do 22. studenog 1963. godine.
Poslije suprugove pogiblje u atentatu u Dallasu 1963., udala se za grčkog brodovlasnika Aristotelesa Onassisa.